# Bartolomej Urbanec
Bartolomej Urbanec (12. listopadu 1918 Krompachy – 2. července 1983 Bratislava) byl slovenský dirigent a hudební skladatel.

## Život
Absolvoval Učitelský ústav v Spišské Nové Vsi. V letech 1942–1946 studoval na bratislavské konzervatoři skladbu u Eugena Suchoně a dirigování u Kornela Schimpla. Ve studiu dirigování pokračoval v Praze u Václava Talicha.
Po skončení vojenské služby se stal dirigentem SĽUKu. V letech 1953–1954 řídil Symfonický orchestr Československého rozhlasu v Bratislavě a následující sezónu působil jako ředitel Nové scény v Bratislavě. Do roku 1961 byl uměleckým tajemníkem Zväzu slovenských skladateľov. Od roku 1961 se věnoval převážně skladatelské činnosti.

## Dílo

### Opery
- Pani úsvitu (podle hry Alejandra Casony La dama del alba, 1973)
- Tanec nad plačom (libreto J. Gyermek podle P. Zvona, 1977)
- Majster Pavol (libreto J. Krčméryová, A. Braxatorisová, 1979)
- Velúrové sako (fragment, libreto K. Čillík pode S. Statieva, 1980)

### Operety
- Máje (1954)
- Ľúbosť (1956)

### Kantáty
- Pieseň o Mirkovi Nešporovi (1960)
- Blahoslavlen mir (staroslovenský text, 1974)
- Pozdrav
- Hej, slnko vychodí
- Ohník Dumka pro baryton a mužský sbor na slova Jána Poničana

### Orchestrální skladby
- Hory (před 1952)
- Polonéza fantázia
- Bohatierska suita (1960)
- Klavírní koncert (1962)
- Nitra (1970)
- Bratislava (před 1974)
- Rieka (baletní suita, 1981)
- Symfónia „Osídla času“ (1982)
- Koncert pro housle a orchestr

### Komorní hudba
- Tri romantické kusy pro klavír (1957)
- Chanson triste pre husle a klavír, z baletu Rieka
- Sláčikové kvarteto (1961)
- Dychové kvinteto (1957)

### Filmová hudba
- Zdravé dieťa (1950)
- Deň budujúcej vlasti (1953)
- Čo aj z dreva a hliny (1956)
- Dieťa a môj telocvik (1956)
- Domica (1956)
- Budú hovoriť dobre (1958)
- Kremnica (1958)
- Náš školník (1959)
- Pieseň farieb a tvarov (1960)
- Nezablúdil (1962)
- O prasiatkach (1962)
- …A sekať dobrotu (TV film, 1968)
- Putovný tábor (1954)
- Tatranský pohár (1950)

Kromě toho zkomponoval řadu písní a úprav lidových písní. Motiv Urbancovy písně Hej, slnko vychodí byl znělkou bratislavského studia Československého rozhlasu.
Vydal učebnici instrumentace pro dechovou hudbu Nebojte sa inštrumentovať dychovú hudbu (Bratislava, 1948).